# Carl Wiederhold
Carl Wiederhold (* 2. August 1863 in Hannover; † 25. August 1961 in Bückeburg; vollständiger Name Ernst Carl Heinrich Wiederhold) war ein deutscher Maler.

## Leben
Carl Wiederhold wurde als ältester von zwei Söhnen des aus Hessen stammenden Schneidergesellen Johann Jakob Wiederhold und dessen Ehefrau Martha Christine geb. Knies in Hannover (Breitestraße 19c) geboren. Nach der Schulzeit begann er eine vierjährige Lehre bei dem Dekorations- und Hofwappenmaler Anton Jürgens und besuchte anschließend die Lehranstalt des Gewerbevereins Hannover.
Von 1884 bis 1887 studierte er an der Technischen Hochschule Hannover Architektur. Seine Lehrer waren dort unter anderen Friedrich Kaulbach für figürliches Zeichnen und Aktzeichnen, Hubert Stier für Ornamentik und ab 1886 Gustav Schönermark für Ikonographie.
An das Studium anschließend erhielt er bis 1890 ein Staatsstipendium für die Fachklasse „für decorative Malerei und figürliche Dekoration“ an der Unterrichtsanstalt des Kunstgewerbemuseums Berlin. In dieser Zeit beteiligte er sich 1888 an der kunsthistorischen Bestandsaufnahme von Schloss Wilhelmsburg in Schmalkalden. 1892 reiste er für acht Monate durch Italien, 1895 nahm er Unterricht bei dem Genre- und Bildnismaler Harald Friedrich (1858–1933).
Am 27. April 1900 wurde er zusammen mit seinem Freund Friedrich Koch in die von Conrad Wilhelm Hase gegründete Bauhütte zum Weißen Blatt als Altgeselle aufgenommen, der bereits sein Lehrer und Förderer Gustav Schönermark angehörte. 1905 erhielt er dort den Meistertitel und blieb bis zum Lebensende Mitglied dieser Hüttenbruderschaft. Zeitgleich nahm er 1900 nebenberuflich eine Lehrtätigkeit an der Kunstgewerbeschule Hannover auf und unterrichtete dort bis 1930 Farbenlehre, Freihandzeichnen, Kopfstudien und Aktzeichnen, Ornamentzeichnen und Dekorationsmalerei. Zu seinen Schülern gehörten unter anderen Ernst Pingel (1907–1979) und Karl Rüter. Auf seinen Vorschlag hin wurde Kurt Sohns sein Nachfolger.
Im Zweiten Weltkrieg wurden seine Wohnung und sein Atelier in der hannoverschen Südstadt (Bürgermeister-Fink-Straße 28) bei einem Bombenangriff in der Nacht vom 8. auf den 9. Oktober 1943 zerstört. Alle in seinem Besitz befindlichen Gemälde, die den größten Teil seines Gesamtwerks ausmachten, wurden dabei vernichtet. In der Folge zog Carl Wiederhold nach Bückeburg in das Haus seiner Patentochter Karla Schramm und deren Schwester Anna, den Nichten seines Malerfreundes Friedrich Koch (Trompeterstraße 28). In der Dachwohnung arbeitete Carl Wiederhold bis zu seinem Lebensende und wurde in dieser Zeit von den Schwestern Schramm versorgt und gepflegt.
Am 25. August 1961 starb er unverheiratet im Alter von 98 Jahren in Bückeburg. Er wurde ebenda auf dem Friedhof der evangelisch-lutherischen Kirchengemeinde an der Scheier Straße begraben.

## Ausstellungen
Zu Lebzeiten
- Große Berliner Kunstausstellung (1904)
- Deutschnationale Ausstellung in Düsseldorf (1907)
- Deutsche Kunstausstellung Bremen (1908)[5]
- Ausstellungen in der Kestner-Gesellschaft Hannover (1917 und öfter)
- Ausstellungen im Kunstverein Hannover (1940 und öfter), 1958 Sonderausstellung von 82 Werken anlässlich des 95. Geburtstags
- Amsterdam
- Paris

Postum
- Gruppenausstellung des Schaumburg-Lippischen Heimatvereins, Bückeburg (1975)
- Ausstellung der Stadt Hannover, Galerie Kubus, Hannover (1979)
- Werk Germania auf dem Meer im Militärhistorischen Museum der Bundeswehr in Dresden im Rahmen der Sonderausstellung Die Flotte schläft im Hafen ein (2015)[6]

## Werke
Werke in öffentlichem Besitz

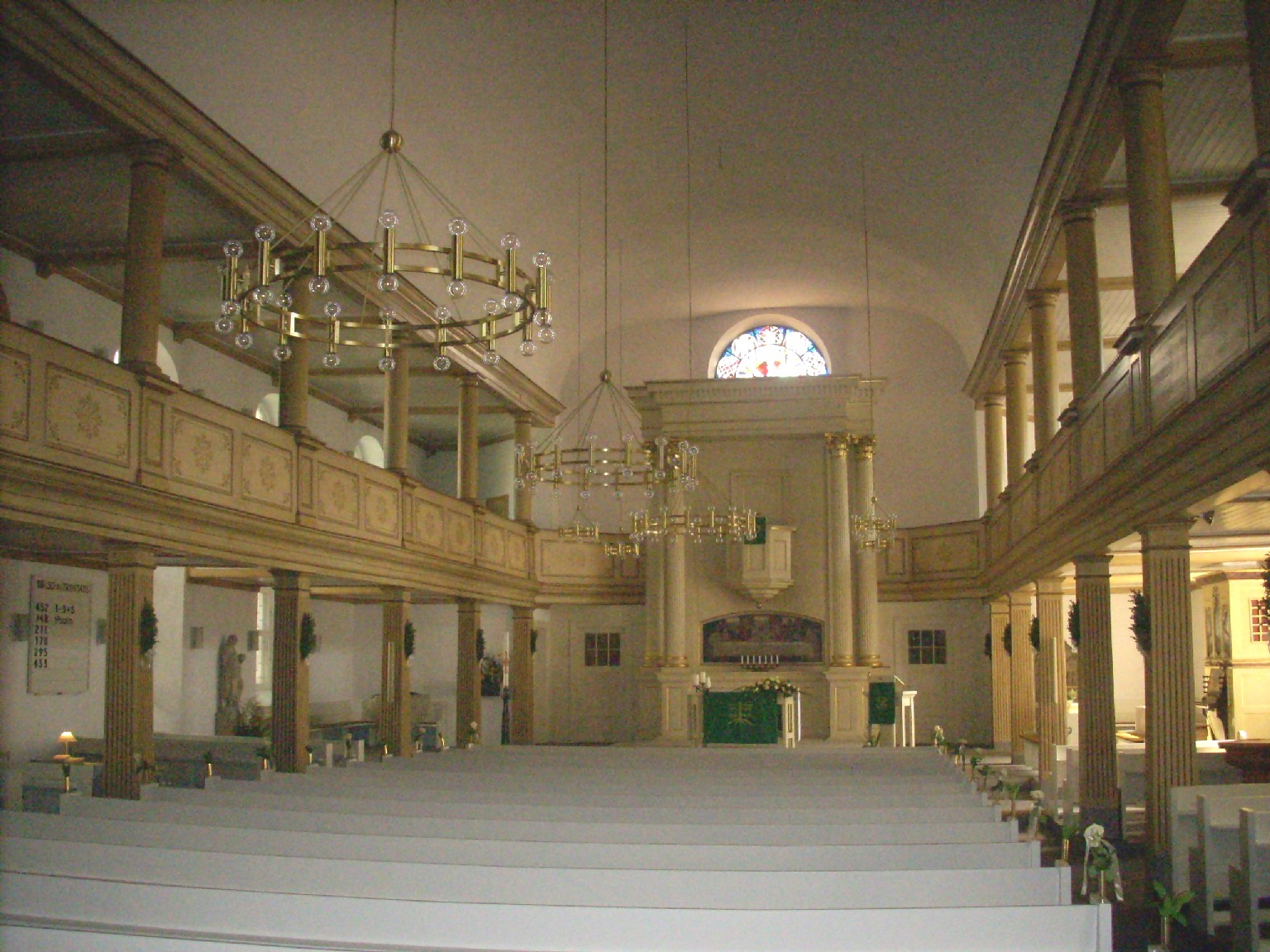
Innenansicht der St.-Pankratius-Kirche, am fernen Ende der Altar mit dem Abendmahlsbild

- Historisches Museum Hannover: acht Bilder in unterschiedlichen Maltechniken
- Land Niedersachsen: sechs Ölgemälde
- Niedersächsische Landesgalerie im Landesmuseum Hannover: sechs Ölgemälde
- Deckengemälde (1896) im Schloss Berlepsch (bei Witzenhausen)
- Deckengemälde (1896) in der Evangelischen Kirche in Balhorn (Bad Emstal)[7]
- Altarbild (1900) in der St.-Pankratius-Kirche in Burgdorf bei Hannover
- Deckengemälde (1902, erheblich beschädigt) in der Evangelischen Pfarrkirche in Wendershausen bei Witzenhausen
- Deckengemälde (1908) in der St.-Johannis-Kirche in Soltau
- Altarbild (1911) in der St.-Nicolai-Kirche in Hannover-Bothfeld

Werke in Privatbesitz
- Deckengemälde (Hinterglasgemälde), Fresko in der Loggia, Supraportengemälde und Fries auf Leinwand (aufgenagelt) im Haus Schützenstraße 1 in Bamberg

Nicht erhaltene oder nicht mehr sichtbare Monumentalgemälde
- Ausmalung der Altstädter Kirche in Hofgeismar (1898/1899, seit der Restaurierung um 1960 nicht mehr sichtbar, heutige Existenz ungeklärt)
- Entwurf zur Ausmalung der St.-Laurentius-Kirche in Freden (Leine) (1906, heute nur eine kleine Fläche einer Vorhangbemalung sichtbar)
- Wandgemälde in der Johanneskirche in Gießen (1903, bei Renovierungsarbeiten nach 1962 zerstört)
- Deckengemälde im Sitzungssaal der Dresdner Bank in Hannover (heutige eventuelle Existenz ungeklärt, möglicherweise durch abgehängte Decke verdeckt)
- Deckengemälde im Präsidentenzimmer des Justizgebäudes in Hannover (1911, heutige Existenz ungeklärt, möglicherweise übertüncht)
- Wandbild im Treppenhaus des Wasserwerks in Hildesheim (Gebäude 1945 zerstört)
- Deckengemälde der Unter-Neustädter Kirche in Kassel (1896, zerstört 1943)
- Wandbild in der Empfangshalle der Kreissparkasse in Peine (heute nicht nachweisbar, vermutlich bei Umbaumaßnahmen nach 1945 zerstört)